# Eparchia chustska
Eparchia chustska i wynohradowska – jedna z eparchii Ukraińskiego Kościoła Prawosławnego Patriarchatu Moskiewskiego. Jej obecnym biskupem ordynariuszem jest arcybiskup chustski i wynohradowski Marek (Petrowcy), zaś funkcję katedry pełni sobór Świętych Cyryla i Metodego w Chuście, będący nadal w budowie.

Eparchia chustska na tle podziału administracyjnego UKP PM

Eparchia powstała na mocy decyzji Świętego Synodu Ukraińskiego Kościoła Prawosławnego Patriarchatu Moskiewskiego z 29 lipca 1994 poprzez wydzielenie z eparchii mukaczewskiej i użhorodzkiej. Zabudowania władz eparchialnych oraz sobory (główny oraz pomocniczy) były budowane od podstaw po tej dacie – zarówno główna katedra w Chuście, jak i sobór Trójcy Świętej w Wynohradiwie nie są jeszcze ukończone. Eparchia obejmuje obszar części rejonów obwodu zakarpackiego: chustskiego, wynohradowskiego, miżhirskiego, rachowskiego i tiaczowskiego. Dzieli się na 17 dekanatów.

Na terenie administratury działają ponadto następujące klasztory:
- Monaster Ikony Matki Bożej „Nieoczekiwana Radość” w Kołowaczy, męski
- Monaster św. Michała Archanioła w Gruszewem, męski
- Monaster św. Jerzego w Krywem, męski
- Monaster św. Eliasza w Ternowie-Piszohorze, męski
- Monaster św. Jana Chrzciciela w Wedewli, męski
- Monaster św. Mikołaja w Iza-Karputłaszu, męski
- Monaster św. Pantelejmona w Chuście, męski
- Skit Opieki Matki Bożej w Kołodnem, męski
- Monaster św. Szymona w Wynohradowie, męski (w stadium organizacji)
- Monaster św. Stefana w Krajnikowie, męski
- Monaster Trójcy Świętej w Chuście, męski
- Monaster Trójcy Świętej w Wilchowcach, męski (w stadium organizacji)
- Monaster Przemienienia Pańskiego w Terebli, męski
- Monaster św. Jana Suczawskiego w Dibrowie, męski
- Monaster św. Michała Archanioła w Drahowie-Zabrodzi, żeński
- Monaster Wniebowstąpienia Pańskiego w Czumalewie, żeński
- Monaster św. Jana Teologa w Kopasznowie-Polanie, żeński
- Monaster Narodzenia Matki Bożej w Łypczy, żeński
- Monaster św. Sergiusza w Hruszewem, żeński
- Skit św. Serafina w Łopuchowie, żeński
- Monaster Zaśnięcia Matki Bożej w Uhli, żeński

## Biskupi chustscy[5]
- Metody (Petrowcy), 1994–1998
- Agapit (Bewcyk), 1998–2000
- Jan (Siopko), 2000–2006
- Hipolit (Chilko), 2006–2007
- Marek (Petrowcy), od 2007